# 라이베리아 요리

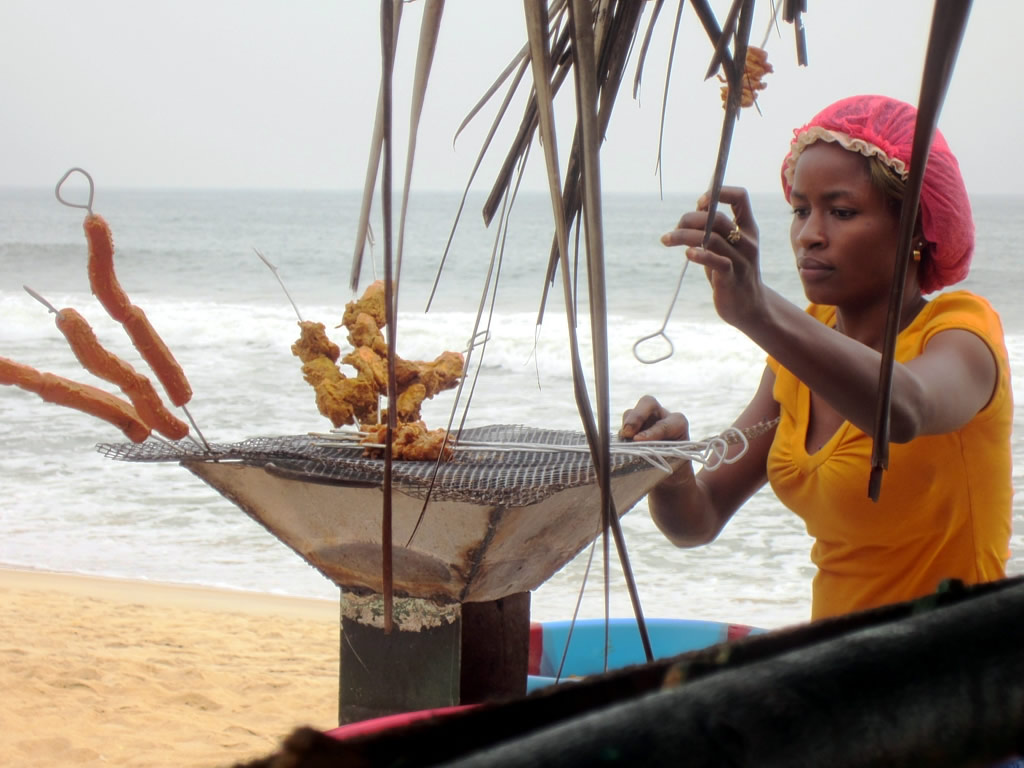

라이베리아 위치

라이베리아 요리(Liberia 料理, 영어: Liberian cuisine 라이비어리언 퀴진[*])는 서아프리카에 있는 라이베리아의 요리이다.

## 같이 보기
- 서아프리카 요리